# 사뮈엘 무투사미
사뮈엘 무투사미(프랑스어: Samuel Moutusamy, 1996년 8월 12일 ~ )는 리그 1의 낭트에서 수비형 미드필더로 활약하고 있는 콩고 민주 공화국의 축구 선수이다. 프랑스 출신으로 콩고 민주 공화국 국가대표팀에서 뛰고 있다.

## 구단 경력
2017년 8월 12일, 1-0으로 패한 마르세유와의 리그 1 경기에서 무투사미는 낭트에서 프로 데뷔 전을 치렀고, 2020년 10월 6일, 그는 포르튀나 시타르트로 임대 이적했다.
2023년 1월 29일, 0-0으로 비긴 클레르몽 푸트와의 경기에서, 그는 낭트와 리그 1에서 100번째 경기를 치렀고, 3일 후, 구단은 그의 업적을 보상했다.

## 국가대표팀 경력
무투사미는 프랑스에서 인도계 과들루프인 아버지와 콩고 민주 공화국인 어머니 사이에서 태어났다. 그는 2019년 10월 10일, 알제리와의 1-1 친선 경기에서 콩고 민주 공화국 국가대표팀에 데뷔했다.
2023년 12월 27일, 그는 세바스티앵 드사브르가 선정한 콩고 민주 공화국 선수 24명 중 2023년 아프리카 네이션스컵에 출전할 선수로 선정되었다.

## 사생활
그는 프랑스 파리에서 태어났다. 그의 어머니는 콩고 민주 공화국 사람이고, 아버지는 타밀족 태생의 인도계 과들루프 사람이다.